# 东北行政委员会 (1946年—1949年)
东北行政委员会是1946年8月至1949年8月27日中共中央东北局领导的东北大行政区的最高行政机关。东北行政委员会大楼在哈尔滨市南岗区果戈里大街和银行街交叉处。1947年10月10日东北邮电管理总局发行“双十节三十五周年纪念邮票”就是以东北行政委员会大楼为图案。

## 历史
1945年11月，中共东北中央局在沈阳召开东北人民代表大会，但因受战争形势而中途停会。
1946年8月7日，在哈尔滨第一中学礼堂召开了东北各省市(特别市)代表联席会议，会议代表186人（实际到会178人），会议期间通过了慰问抚恤抗日烈士家属、兴建抗日烈士纪念碑、用抗日烈士名字命名、编写抗日烈士事迹等议案，8月9日讨论通过了《东北各省市（特别市）民主政府共同施政纲领》共八条，8月12日讨论通过了《东北各省市（特别市）行政联合办事处组织大纲》，8月14日选举产生了东北各省行政联合会（简称“东北政联”）行政委员会委员，8月15日闭幕会。8月20日，东北政联在哈尔滨开始办公。下辖辽宁、辽北、辽西、安东、热河、吉林、黑龙江、嫩江、松江、合江、绥宁等11省政府，哈尔滨、长春2特别市政府。1946年10月16日改称为东北行政委员会（简称东北政委会）。东北全境解放后于1948年12月迁至沈阳。1949年8月21日至26日，在沈阳召开了东北人民代表会议，东北行政委员会改组为东北人民政府，并选举产生了东北人民政府委员会。

## 历届会议
1946年8月15日东北行政委员会第一次会议，选举林枫任主席，张学思、高崇民任副主席。东北行政委员会党委书记陈云，常委陈云、李富春、林枫。1948年6月，东北局财经委员会并入东北行政委员会。10月，明确东北财经委员会亦党亦政，党政双方均设，但为一个机构，主任为陈云，副主任为李富春。

## 领导机构
- 主席：林枫
- 副主席： 张学思、高崇民
- 11名常委
- 27名委员： 林枫、张学思、吕正操、周保中、车向忱、邹大鹏、冯仲云、万毅、阎宝航、高崇民、栗又文、刘澜波、唐洪敬、于毅夫、陈先舟、李杜（未到任）、李延禄、关俊彦、金光侠、宁武（未到任）、韩幽桐、周鲸文、哈丰阿、徐寿轩、朱其文、宋慎德、特木尔巴根

## 工作机构
秘书长 栗又文
副秘书长
办公厅
- 主任：魏震五
- 机关刊物《东北行政导报》

- 东北行政学院：1946年10月5日在哈尔滨成立，由东北行政委员会直接领导。林枫兼任院长，魏震五兼任院务主任。1950年3月31日，更名为东北人民大学，1958年8月11日更名为吉林大学。

东北行政委员会财经委员会：
1946年8月中共东北中央局成立东北局财经委员会（对外称东北财经办事处），分管财政经济和后勤工作的东北局副书记陈云兼任主任。1948年6月东北局财经委员会并入东北行政委员会。1948年10月明确东北财经委员会亦党亦政，党政双方均设，但为一个机构。
- 主任陈云（1946.8-10）/王首道（1946.10-1948.6)/陈云（1948年6月“开始正式主持东北解放区财政经济工作”）
- 副主任：李富春（第一），叶季壮（第二）
- 委员曹菊如、王首道
- 秘书长曹菊如
- 秘书处处长李华
- 物资处处长曾传六
- 工矿处处长刘向三，副处长孙然
  - 鸡西办事处处长孙然（兼）。1948年改建为鸡西矿务局，孙然任首任局长。1948年末全局恢复生产井口59个，全年原煤产量达到204万吨。
- 粮食总局：局长聂洪钧，副局长史敏（负责支前军粮）
- 金矿局：1948年新年成立。局长李华
  - 黑河金矿局 局长刘柄华、政委叶和玉
  - 乌拉噶金矿局局长铁流
  - 驼腰子金矿局局长张巨达、政委熊光炳
  - 佳木斯金矿局局长金钢
  - 牡丹江金矿局局长张子良
  - 夹皮沟金矿局 1947年10月，夹皮沟金矿一局由吉林省建设厅移交给东北财经委员会管理，设夹皮沟金矿局，所属企业有：老牛沟金矿、夹皮沟金矿、石嘴子铜矿。 局长是孙鸿儒/洪戈，副局长是苑子纪
- 东北贸易总公司/贸易总局
  - 部长：王兴让、易秀湘
  - 副部长：张化东

总会计局：
1949年3月在沈阳成立。主要任务是统一管理工业、交通、铁道、商业、财政、农业等部门所属的工矿、林场、铁路、航务、附属工厂、贸易机构及东北银行等所有企业的一切资产。局长曹菊如
商业部
1949年3月在沈阳创办东北商业专门学校
- 部长叶季壮兼

公安总处
- 部长：汪金祥（1950年4月－1953年1月）

经济委员会
机关刊物《东北经济》 
- 主任委员王首道
- 委员魏震五
- 农林局局长魏震五

财政委员会/财政局
- 主任委员叶季壮

交通委员会/交通部
- 部长、党组书记古大存，1949年3—9月，兼任东北交通专门学校（长春邮电学院前身）校长。
- 副部长： 陈先舟

东北铁路管理局
- 局长陈云（1946年7月，兼任总局局长、党委书记，至1946年11月调任南满分局书记）/吕正操

东北邮电管理总局
- 局长：
- 副局长：孟贵民

东北银行
- 总经理：曹菊如/朱理治
- 副经理：王企之
- 总行行长：叶季壮/王企之

农业委员会
民族委员会
民政委员会
- 主任委员高崇民兼
- 副主任委员魏震五
- 卫生处：1947年6月设立。此前没有主管卫生行政工作的部门

东北防疫委员会/卫生委员会/卫生部
1947年8月西满暴发鼠疫大流行，东北行政委员会成立东北防疫委员会。1948年1月疫情扑灭后，改为东北行政委员会卫生委员会。卫生委员会办公室设秘书室、医政科、防疫科、材料科。
教育委员会/教育部
- 主委/部长车向忱兼哈尔滨大学校长